# Zachary Richard
Zachary Richard es un poeta, cantante y compositor estadounidense. Su música mezcla los géneros Cajun y Zydeco.

## Biografía
Zachary Richard  comenzó su carrera musical a la edad de 8 años como miembro del coro de la Catedral de San Juan  en Lafayette, Luisiana. Se formó en la Universidad de Tulane, graduándose summa cum laude en 1972.
Richard compuso y grabó música cajun y zydeco durante 35 años. Ha publicado dieciséis álbumes, de los cuales cuatro fueron certificados disco de oro en Canadá y uno doble platino (Cap Enragé). Aunque interpreta su música tanto en inglés como en francés, es este último, el idioma predominante en la obra de Richard. A lo largo de su carreera ha sido galardonado con cinco Premios Félix (galardón que se concede en Quebec, nombrado en honor a  Félix Leclerc). También ha sido nombrado oficial de la Orden de las Artes y las Letras de la República francesa así como miembro de la Orden de los francófonos de América. En 1980 le fue concedido el Prix de la Jeune Chanson Française por el Ministerio de Cultura de Francia.
Además de sus trabajos musicales, Richard publicó tres volúmenes de poesía y tres libros infantiles.
Richard ha colaborado en un buen número de documentales, incluidos Against the Tide, the Story of the Cajun people of Louisiana (productor y director musical) que fue premiado en la categoría de mejor documental histórico en 2000 por la National Educational Television Association. Fue el narrador y director musical de Migrations, Vu du Large, Coeurs Batailleurs, y más recientemente de Kouchibouguac, l'histoire de Jackie Vautour et des Expropriés.
En 2009, fue nombrado Miembro honorario de la Orden de Canadá "por sus contribuciones como autor, compositor, cantante y poeta, así como por su importante papel en la defensa y promoción del idioma francés".
En agosto de 2010, tras el Terreromo de Haití y desastre medioambiental de la plataforma <i id="mwKQ">Deepwater Horizon</i> en el Golfo de México, Zachary Richard publicó el álbum Le grand gosier presentando una versión hip-hop del tema "Le grand gosier" del compositor Rocky McKeon con coros cantados en francés cajún y versos en francés y en criollo haitiano.  En la grabación intervinieron el propio Zachary Richard, Rocky McKeon y un buen número de artistas francófonos canadienses, como Bobby Bazini, Daniel Lavoie, Marc Hervieux, Richard Séguin y Luc de Larochellière.  El álbum también contiene también una versión de "Le grand gosier" enteramente en criollo haitiano.
En octubre de 2010, Richard sufrió un derrame cerebral que le obligó a retirarse durante un tiempo. Posteriormente reanudó su actividad musical con normalidad.

## Discografía
- 1972 - High Time
- 1976 - Bayou des mystères
- 1977 - Mardi Gras
- 1978 - Migration
- 1979 - Allons danser
- 1980 - Live in Montreal
- 1981 - Vent d'Été
- 1984 - Zack Attack
- 1987 - Looking Back
- 1988 - Zack's Bon Ton
- 1989 - Mardi Gras Mambo
- 1990 - Women in the Room
- 1992 - Snake Bite Love
- 1996 - Cap enragé
- 2000 - Coeur fidèle
- 2000 - Silver Jubilee
- 2002 - Travailler c'est trop dur
- 2007 - Lumière dans le noir
- 2009 - Last Kiss
- 2010 - Le Grand Gosier
- 2012 - Le fou
- 2012 - Cap Enragé

## Publicaciones
- 1980 - Voyage de nuit (Les Intouchables, Montreal)
- 1997 - Faire récolte (Perce Neige, Moncton)
- 1999 - Conte Cajun, l'Histoire de Télésphore et 'Tit Edvard (Les Intouchables, Montreal)
- 2001 - Feu (Les Intouchables, Montreal)
- 2007 - Télésphore et 'Tit Edvard dans le Nord (Les Intouchables, Montreal)

## Reconocimientos
- 1978 - Disco de oro por L'arbre est dans ses feuilles, RIAA Canadá
- 1978 - Disco de oro por Migration, RIAA Canadá
- 1980 - Prix de la jeune chansons française, República Francesa
- 1997 - Premio Félix
- 1997 - Oficial de la Orden de las Artes y las Letras de la República Francesa
- 1998 - Miembro de la Orden de los Francófonos de América[7]
- 1998 - Premio Félix
- 1998 - Prix Litéraire Champlain,  Conseil de la vie française en Amérique
- 1999 - Premio Félix
- 2000 - MéritasAcadien, Fédération Acadienne du Québec
- 2001 - Doble platino por Cap Enragé, RIAA Canadá
- 2001 - Premio Félix
- 2002 - Prix Historia, L'institut d'Histoire de l'Amérique Française
- 2005 - PhD doctor honoris causa por la Universidad de Moncton, Nuevo Brunswick
- 2007 - Premio Félix
- 2007 - Caballero de la Orden de la Pléiade
- 2008 - Doctor honoris causa University of Louisiana at Lafayette
- 2009 - PhD Doctorado de honor en Bellas Artes, Université Sainte-Anne, Nueva Escocia
- 2009 - Orden de Canadá
- 2010 - Miembro honorífico de Regroupement Québec Oiseaux